# Igors Rausis
Pour les articles homonymes, voir Rausis.
Igors Rausis ou Igor Raousis est un joueur d'échecs et un entraîneur letton né le 7 avril 1961 à Kommunarsk (république socialiste soviétique d'Ukraine, Union soviétique) et mort le 28 mars 2024.

## Biographie
Grand maître international depuis 1992 et champion de Lettonie en 1995, Igors Rausis est affilié à la fédération tchèque depuis 2007 et joue dans le championnat tchèque par équipe. De 2004 à 2007, il est affilié à la fédération du Bangladesh.
Au 1er mars 2017, Rausis est le numéro trois tchèque et le 119e joueur mondial avec un classement Elo de 2 641 points.
Il est également maître international du jeu d'échecs par correspondance. 
En juillet 2019, pendant l'Open de Strasbourg, il est surpris aux toilettes avec un téléphone portable qu’il reconnaît avoir utilisé. Soupçonné de triche, il quitte le tournoi tandis qu'une enquête est diligentée contre lui. La commission d'éthique de la FIDE le condamne à six ans d'interdiction de participer à ses compétitions officielles, et lui retire son titre de grand maître international le 5 décembre 2019,.
Igors Rausis meurt le 28 mars 2024,.

## Palmarès
Igors Rausis a remporté les tournois de :
- Gausdal (open Peer Gynt) 1989 (5/6)[9] ;
- Saint-Martin 1991, ex æquo avec Margeir Pétursson ;
- Moscou 1992 (9,5 / 11, devant Andreï Chtchekatchev, Andreï Sokolov, Alekseï Souétine et Igor Zaïtsev) ;
- Viernheim 1992, ex æquo avec Andreï Sokolov ;
- l'open FIDE du championnat d'échecs de Paris en 1994 ;
- Las Palmas 1995, ex æquo avec Pia Cramling et Iván Morovic ;
- le Masters d'échecs d'Enghien en 1995 (devant Étienne Bacrot) ;
- Jyväskylä 1996 ;
- Willsbach 1997 ;
- Berne 1999
- Bâle 2000
- Gausdal (Troll Masters) 2000 et 2002 ;
- Le Caire 2001 ;
- Bad Bocklet 2002 ;
- Bogny-sur-Meuse 2004 ;
- Esbjerg 2006 ;
- Dieppe[10] 2010 et 2017;
- Saint-Sébastien 2012[11] ;
- Sélestat 2014 (ex æquo avec Oleg Korneïev[12]) et 2015[13] ;
- Chemnitz 2014, ex æquo avec Andrei Kovalev[14] ;
- Charjah 2016 (9/9)[15] ;
- Bad Godesberg 2017 ;
- Caen 2017 ;
- Rouen 2017 (6,5 / 7).

## Compétitions par équipe
Igors Rausis a représenté la Lettonie lors du championnat du monde d'échecs par équipe et de trois olympiades (en 1996, 1998 et 2002). Il a été le capitaine de la Lettonie lors de l'olympiade de 1994.

## Entraîneur
Igors Rausis a entraîné Alekseï Chirov et le champion du monde junior Ahmed Adly.
Il a aussi été l'entraîneur de l'équipe des Émirats arabes unis, des équipes algériennes, du Bangladesh et de Jersey.